# Rudolph (pel·lícula)
Rudolph (títol original en anglès: Rudolph the Red-Nosed Reindeer: The Movie) és pel·lícula estatunidenca d'animació dirigida per William R. Kowalchuk, estrenada el 1998 als Estats Units. Inspirada en la història de Robert L. May, aquesta pel·lícula és la primera producció de GoodTimes Entertainment pel cinema. Ha estat doblada al català.

## Argument
Al pol Nord, un petit ren anomenat Rudolph veu el dia. Tanmateix, téa una particularitat: porta un nas vermell. Aquest atribut li suposa les burles dels altres joves rens. Rudolph somia formar part del trineu del pare Noel però a causa del seu nas vermell, és rebutjat al grup. Decideix d'abandonar el pol Nord. Al mateix moment, Stormella, la reina dels Gels, projecta fer fracassar la distribució de regals.

## Repartiment

### Veus originals
- Kathleen Barr: Rudolph / Rieuse
- John Goodman: el pare Nöel
- Whoopi Goldberg: Stormella
- Myriam Sirois: Zoé / Preciosa / Biche a l'escola
- Debbie Reynolds: Mitzi, mare de Rudolph / la mare Nöel / Mme Fringant
- Eric Pospisil: Rudolph jove
- Vanessa Morley: Zoe jove
- Bob Newhart: Leonard
- Eric Idle: Slaïli
- Garry Chalk: Finesse, pare de Rudolph
- Richard Simmons: Boune
- Alec Willows: Douglas / Tonnerre
- Lee Tockar: Ridley / Milo / Velocitat
- Matt Hill: Archer
- Christopher Gray: Archer / Llampec
- Elizabeth Carol Savenkoff: Mare de Zoé / Graciosa / Membre de la multitud
- Cathy Weseluck: Radiant / Membre de la multitud
- Paul Dobson: Àrbitre / Fonceur
- Terry Klassen: Ballarí
- Colin Murdock: Comète
- David Kaye: Cupidon
- Tyler Thompson: Renne a l'escola
- Jim Byrne: Membre de la multitud